# Nowaki
Il Nowaki (野分? lett. "Burrasca autunnale") è stato un cacciatorpediniere della Marina imperiale giapponese, quindicesima unità della classe Kagero. Fu varato nel settembre 1940 dal cantiere navale di Maizuru.
Appartenente alla 4ª Divisione, nel corso della rapida espansione nipponica nel Sud-est asiatico rimase con il grosso della 2ª Flotta che coprì a distanza le successive operazioni anfibie nelle Filippine, in Malaysia e nelle Indie orientali olandesi, partecipando infine all'incursione giapponese nell'Oceano Indiano pur con un ruolo minore. Transitò quindi con la divisione nella 1ª Flotta aerea del viceammiraglio Chūichi Nagumo e partecipò attivamente alla battaglia delle Midway (4-6 giugno 1942). In quanto parte della copertura di cacciatorpediniere alle portaerei, fu presente alla battaglia delle Salomone Orientali (23-25 agosto) e a quella delle isole Santa Cruz (25-26 ottobre). Tra la fine del 1942 e l'inizio del 1943 completò alcuni rischiosi trasferimenti di truppe a Guadalcanal e in un'occasione fu raggiunto da una bomba a poppavia: i danni lo costrinsero a lunghi mesi di immobilità nelle acque metropolitane e tornò in servizio solo nell'estate 1943, operando spesso tra Truk e Rabaul. Sfuggì per poco alla distruzione nel corso dell'attacco aeronavale statunitense a Truk (16-17 febbraio 1944) e fu poi coinvolto nella battaglia del Mare delle Filippine (19-20 giugno). Impiegato nella difesa del traffico marittimo specie con le ex Indie orientali olandesi, a metà ottobre confluì a Brunei e combatté nella battaglia del Golfo di Leyte (23-25 ottobre) nella squadra del viceammiraglio Takeo Kurita. Fu poi inviato ad prestare soccorso al danneggiato incrociatore Chikuma e, carico di superstiti, cercò di riunirsi alla flotta giapponese: fu tuttavia intercettato nella notte tra il 25 e il 26 ottobre e affondò senza alcun sopravvissuto.

## Servizio operativo

### Costruzione
Il cacciatorpediniere Nowaki fu ordinato nell'anno fiscale edito dal governo giapponese nel 1937. La sua chiglia fu impostata nel cantiere navale dell'arsenale di Maizuru l'8 novembre 1939 e il varo avvenne il 17 settembre 1940; fu completato il 28 aprile 1941. La nave formò con i gemelli Arashi, Hagikaze e Maikaze la 4ª Divisione cacciatorpediniere, posta alle dipendenze della 4ª Squadriglia della 2ª Flotta.

### 1941-1942
Passato al comando del capitano di fregata Mogotarō Kōga, il 29 novembre 1941 il Nowaki partì con la divisione d'appartenenza e il resto della squadriglia dallo Stretto di Terashima per arrivare, il 2 dicembre, alla base di Mako nelle isole Pescadores. Qui si radunò la parte di 2ª Flotta (guidata dal viceammiraglio Nobutake Kondō) detta "Corpo principale" e che doveva costituire la copertura a distanza per le squadre d'invasione dirette verso la Malesia britannica e le Filippine. Il Nowaki rimase con i gregari a fianco di questa formazione dal 4 dicembre all'11 gennaio 1942, quando tutte le navi rientrarono a Mako per rifornimento e per ripartire il 14 alla volta delle isole Palau. Raggiunte il 18, rappresentarono la base per la flotta di copertura di Kondō, questa volta incaricata di vigilare sulle operazioni nelle Indie orientali olandesi. Il Nowaki e il resto della divisione continuarono a fungere da scorta anche quando il "Corpo principale" si portò alla baia Staring a Celebes, più vicina alla zona d'operazioni, e quando salpò per posizionarsi a sud dell'isola di Giava allo scopo di perfezionarne il blocco. Il Nowaki fu allora messo in coppia con l'Arashi e il 1º marzo affondarono una motonave olandese, un posamine britannico e catturarono un piroscafo olandese; il giorno successivo, aiutati dall'incrociatore pesante Maya, distrussero il cacciatorpediniere HMS Stronghold; il 3 colarono a picco una cannoniera statunitense. Infine, il 4 marzo, il solo Nowaki affiancò gli incrociatori pesanti Atago e Takao nella distruzione dello sloop-of-war australiano Yarra e di altro naviglio minore degli Alleati, tornando il 7 alla baia Staring. Il 18 seguì lo Arashi per accompagnare lo Atago in una crociera di controllo che toccò Tarakan, Balikpapan, Makassar, Singapore e si concluse il 3 aprile a Penang. Da qui le tre unità intrapresero il viaggio di ritorno in Giappone e gettarono le ancore a Yokosuka il 18 aprile; l'Arashi e i gregari furono man mano revisionati e, intanto, la 4ª Divisione fu trasferita alla 1ª Flotta aerea del viceammiraglio Chūichi Nagumo. Il Nowaki fu così coinvolto nella battaglia delle Midway e rimase a fianco delle portaerei contribuendo agli sbarramenti contro gli attacchi dei velivoli statunitensi che, in ultimo, attorno alle 10:30 del 4 giugno, ne crivellarono tre: tra queste vi era anche l'ammiraglia Akagi. Il Nowaki ebbe ordine di portarsi a fianco della nave in fiamme e di prelevare il viceammiraglio Nagumo, lo stato maggiore e trasferirli all'incrociatore leggero Nagara, unità conduttrice della 4ª Squadriglia. Completato l'incarico per le 11:30, il Nowaki fu rimandato da Nagumo ad aiutare le operazioni di salvataggio della Akagi, che, tuttavia, continuò a essere divorata da incendi incontrollabili; nel tardo pomeriggio l'equipaggio fu evacuato (il Nowaki prese a bordo 200 uomini) e si decise di affondare la portaerei, intenzione alla fine confermata anche dall'ammiraglio Isoroku Yamamoto. Il compito fu affidato al Nowaki e agli altri componenti della divisione, che colarono a picco la portaerei mediante alcuni siluri verso le 04:00 del 5 giugno.
Subito dopo il ripiegamento generale della Marina imperiale, il Nowaki e il resto della 4ª Divisione assunsero la difesa della portaerei Zuiho diretta a Ominato e quindi nelle acque delle isole Aleutine; vi si concentrò la Flotta Combinata per parare eventuali mosse statunitensi contro Attu e Kiska, appena occupate, ma senza imbattersi nella United States Navy. Il 12 luglio le navi tornarono in porto e, due giorni più tardi, i cacciatorpediniere della 4ª Divisione furono trasferiti alla 10ª Squadriglia, a sua volta assegnata alla 3ª Flotta: era l'erede della disarticolata 1ª Flotta aerea, sempre al comando del viceammiraglio Nagumo. Un mese più tardi seguì la flotta alla volta di Truk, al largo della quale fu effettuato il rifornimento e il ricongiungimento con la 2ª Flotta, per combattere la battaglia delle Salomone Orientali (23-25 agosto): il Nowaki fu schierato in avanguardia nella squadra del contrammiraglio Hiroaki Abe e non ebbe che un ruolo minore nello scontro. Tornò a Truk e il 1º settembre salpò di scorta a una petroliera che si recò alle isole Shortland, vi lasciò carburante e rientrò a Truk, prendendo a rimorchio anche il danneggiato cacciatorpediniere Shirakumo. Per il resto del mese partecipò alle regolari uscite della flotta, che incrociava a nord delle isole Salomone. Il 1º ottobre gettò le ancore alle Shortland e due giorni dopo vigilò sulla nave appoggio idrovolanti Nisshin che, nottetempo, scaricò uomini e materiali a Guadalcanal; il 6 trasferì sull'isola altre truppe e così il 9 ma, in quest'ultima occasione, i giapponesi furono individuati e attaccati dai velivoli statunitensi. Il Nowaki fu mancato di misura da svariate bombe, le cui schegge provocarono undici morti, diciannove feriti e danni leggeri; ciò non gli impedì di tornare fino a Truk e partecipare il 25-26 ottobre alla battaglia delle isole Santa Cruz, pur nelle retrovie (scorta al gruppo di petroliere). Lasciò la base il 2 novembre con la portaerei Shokaku, molto danneggiata, per scortarla assieme all'Arashi e al Maikaze sino a Kure, dove fu riparato. Il 23 novembre i due cacciatorpediniere ripartirono per Truk di scorta alla nave d'assalto anfibio/trasporto per aerei Akitsu Maru, che fece tappa a Truk prima di fermarsi a Rabaul: il Nowaki e l'Arashi continuarono invece fino alle Shortland (2 dicembre) per riprendere immediatamente le urgenti missioni di rifornimento a Guadalcanal. Quella del 3 dicembre riuscì senza problemi, ma la notte del 7 i giapponesi furono ostacolati dalle motosiluranti avversarie e, sulla rotta del ritorno, furono bombardati. Stavolta gli ordigni esplosi a poca distanza dallo scafo del Nowaki fessurarono le piastre e le concussioni contribuirono a mettere fuori uso i motori. Immobile e con diciassette morti a bordo, fu trainato dal Naganami fino alle Shortland e, tra il 13 e il 18 dicembre, fu il Maikaze a spostarlo sino a Truk per ricevere alcuni interventi d'emergenza.

### 1943
Il Nowaki poté riprendere il mare in autonomia solo il 16 febbraio 1943, quando salpò di scorta a un convoglio che fece tappa a Saipan, prima di dirigere sul Giappone; si ancorò il 24 a Yokosuka e fu sottoposto a un approfondito raddobbo. L'arsenale provvide inoltre ad aumentare la contraerea: gli impianti binati di cannoni Type 96 da 25 mm ai lati del fumaiolo posteriore furono scambiati con due installazioni triple; una coppia di Type 96 fu invece aggiunta davanti alla torre di comando, su una piattaforma appositamente eretta. Sembra infine assai plausibile che il Nowaki fu dotato di un radar Type 22 per bersagli navali, piazzato su una piccola piattaforma all'albero tripode prodiero, opportunamente rinforzato. Alla base dell'albero stesso fu costruita una camera per gli operatori. Il comando, intanto, era passato il 3 luglio al capitano di fregata Takeo Kanda. Tra il 12 agosto e il 2 settembre il Nowaki operò con i cacciatorpediniere Akebono, Ushio, Shiratsuyu e con il gregario Maikaze nella scorta prolungata alla piccola portaerei Unyo, impegnata a trasferire aeroplani da Yokosuka a Truk. La 4ª Divisione, intanto, era stata dimezzata a causa della perdita simultanea dell'Arashi e dell'Hagikaze a inizio agosto; il reparto amputato partecipò il 19 settembre alla sortita in forze della Flotta Combinata da Truk verso l'isola di Wake, bombardata dalla flotta di portaerei statunitensi. Il Nowaki e il Maikaze rimasero vicini alla portaerei Zuiho, ma non si ebbe alcun combattimento e il 25 le navi erano tornate nella laguna. Il 10 salparono in difesa di due navi da trasporto che arrivarono il 17 Shanghai, caricarono una parte della 17ª Divisione fanteria e ripartirono con rotta su Truk: uno dei trasporti fu silurato e i due cacciatorpediniere recuperarono circa 1000 naufraghi, che fecero scendere il 30 ottobre all'atollo. A inizio novembre la 4ª Divisione (ora irrobustita dallo Yamagumo) prese il mare per accompagnare un convoglio a Rabaul, ma la missione fu annullata per l'eccessiva attività aerea statunitense sulla piazzaforte; fu portata a termine il 12. Il giorno dopo il Nowaki e il resto della divisione, carichi di equipaggi aeronautici della 1ª Divisione portaerei, tornarono a Truk. Tra il 25 novembre e il 7 dicembre la divisione fu affiancata a una petroliera che uscì in mare al seguito di una sortita di un gruppo da battaglia giapponese, inviato nella zona delle isole Marshall in preparazione a un contrattacco nelle isole Gilbert (massicciamente investite dalla Quinta Flotta statunitense) ma mobilitato troppo tardi. L'11 dicembre il Nowaki e i gregari lasciarono Truk per scortare a Sasebo le navi da battaglia veloci Kongo e Haruna, arrivarono il 16 e il Nowaki rimase in porto per una rapida revisione. Fu altresì rimossa la torretta sopraelevata di poppa per fare spazio a due installazioni triple di Type 96 da 25 mm; furono poi tolti i paramine, la riserva di bombe di profondità fu accresciuta a trentasei e furono aggiunte attrezzature per meglio manovrare gli ordigni.

### 1944 e l'affondamento

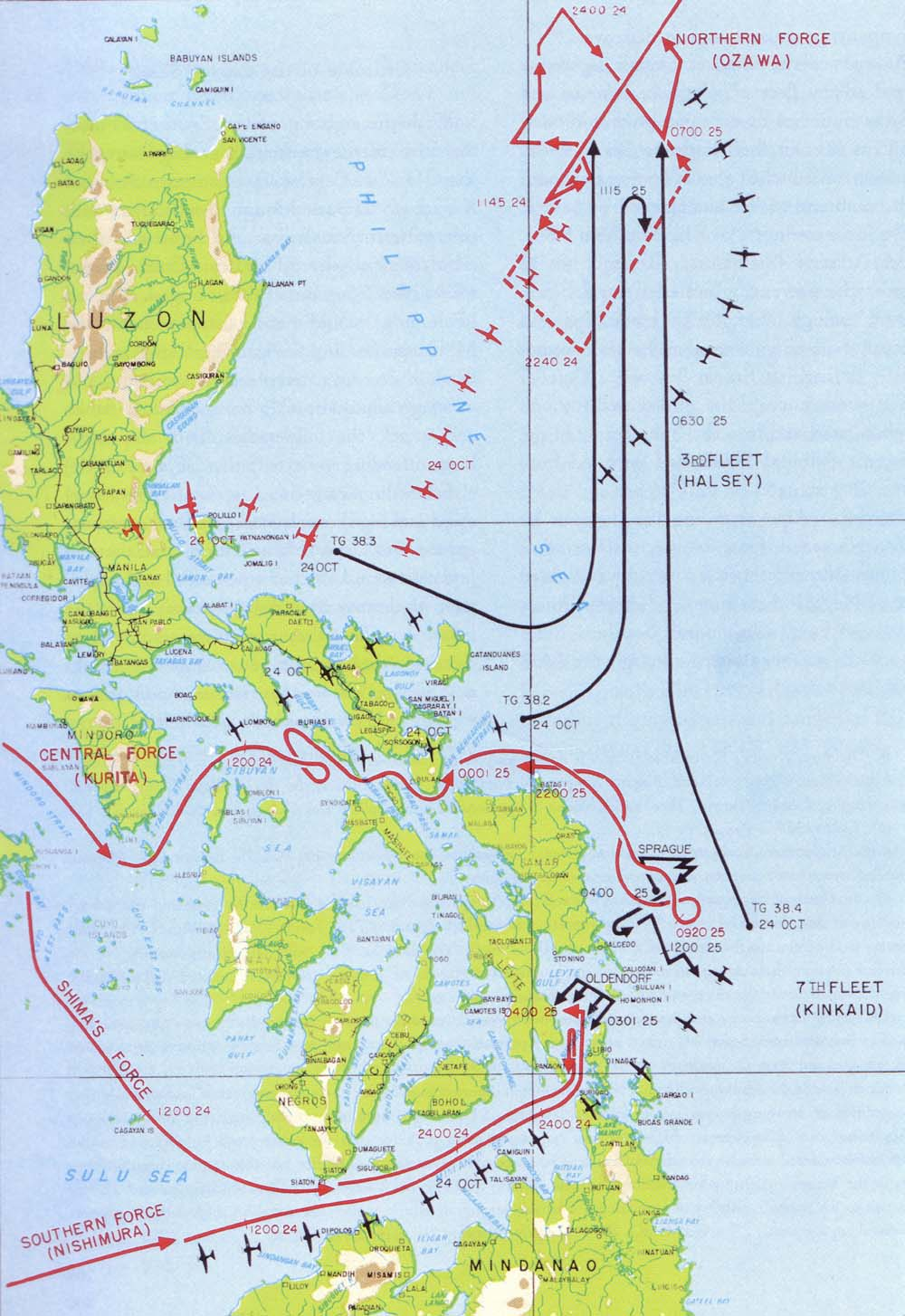
Lo svolgimento della battaglia del Golfo di Leyte, alla cui conclusione il Nowaki fu affondato con gravissime perdite umane

Transitato agli ordini del capitano di fregata Setsuji Moriya, il 4 gennaio 1944 il Nowaki tornò in servizio attivo: con il Maikaze, l'Hatsushimo e il Wakaba accompagnò l'Atago, la Zuiho e la Unyo sino a Truk (9 gennaio). Il 19 si spostò a Rabaul, dove caricò un nucleo di truppe che trasferì il 25 a Lorengau nelle isole dell'Ammiragliato; ripartì immediatamente per effettuare un incontro al largo di Kavieng con una nave da trasporto, che accompagnò a Truk. Tra il 30 gennaio e il 12 febbraio fece parte dello schermo a un convoglio che effettuò andata e ritorno per Rabaul. Il 16 febbraio la grande base dell'atollo fu devastata dalle massicce incursioni delle portaerei della Quinta Flotta statunitense, che incrociava al largo. Il 17 il Nowaki levò le ancore con il Maikaze, l'incrociatore leggero Katori e un incrociatore ausiliario e fu l'unico a sopravvivere all'incontro con aerei imbarcati e poi con una squadra avversaria, appositamente inviata per fermare i giapponesi. Arrivò il 24 febbraio a Yokosuka e fu poco dopo integrato nella missione "Matsu 2" quale parte della copertura a un convoglio diretto a Saipan e guidato dal contrammiraglio Tamotsu Takama a bordo dell'incrociatore leggero Tatsuta. Il 12 tutte le unità partirono da Yokosuka ma, già il giorno seguente, un sommergibile colò a picco il Tatsuta e il Nowaki assunse il ruolo di ammiraglia, accogliendo a bordo Takama. La missione si concluse con successo e il 1º aprile il cacciatorpediniere faceva il suo ingresso a Yokosuka. Tra l'11 e il 16 maggio protesse con altri cacciatorpediniere lo spostamento delle portaerei Junyo, Hiyo e Ryuho da Saeki fino all'ancoraggio di Tawi Tawi; qui si raccolse presto una parte rilevante della Marina imperiale per l'operazione Kon, il pianificato invio di importanti rinforzi all'isola di Biak: il 12 giugno il Nowaki arrivò a Batjan con le grandi corazzate Yamato, Musashi, l'incrociatore leggero Noshiro e i cacciatorpediniere Okinami, Shimakaze e Yamagumo. Era imminente l'avvio dell'operazione, quando la 2ª Flotta fu richiamata in massa nel settore delle isole Marianne allo scopo di riunirsi alla 3ª Flotta e dare battaglia alle portaerei statunitensi. La 4ª Divisione (che ora annoverava il Nowaki, lo Yamagumo e il Michishio) partecipò allo scontro del Mare delle Filippine nel gruppo aeronavale del contrammiraglio Takatsugu Jōjima, colpito duramente il 20 giugno da un nugolo di aerei imbarcati statunitensi che colò a picco la Hiyo. Il Nowaki e il resto della divisione ripiegarono a Okinawa, poi il 23 giugno salparono alla volta di Guimaras (Filippine), rilevarono la difesa di alcune petroliere di squadra e proseguirono con esse sino a Davao, raggiunta il 29. Il convoglio attese in porto la nave da battaglia Fuso, con la quale ripartì il 1º luglio per Kure, raggiunta il 15.
Il Nowaki e gli altri componenti della 4ª Divisione furono impegnati nei mesi seguenti nelle acque metropolitane (ad esempio, il 30 luglio il effettuarono un trasporto di truppe a Chichi-jima) oppure nel difendere i progressivi spostamenti della 2ª Flotta a Singapore e alle isole Lingga. In questo periodo il Nowaki fu dotato sul ponte di coperta di un certo numero di Type 96 da 25 mm su affusti singoli, sembra non più di quattro; inoltre fu vincolato all'albero di maestra un radar Type 13, deputato alla ricerca aerea. Il 17 ottobre lasciò le Lingga con il gruppo di rifornimento della flotta da battaglia e si fermò con le petroliere a Brunei, il 19. Qui si era concentrata l'intera 2ª Flotta, cui era passata la 10ª Squadriglia, in attesa della prossima offensiva statunitense, allo scopo di controbattere con un piano già predisposto e distruggere così l'apparato anfibio avversario; il 18 ottobre, in base a notizie di incursioni preparatorie a Leyte nelle Filippine, le navi giapponesi partirono il 22, dando inizio alla battaglia del Golfo di Leyte. Il Nowaki sopravvisse al pericoloso passaggio dello Stretto di Palawan e all'attraversamento del Mare di Sibuyan sotto l'imperversare degli attacchi delle portaerei statunitensi. La mattina del 25 ottobre combatté quindi a est dell'isola di Samar contro una parte della Settima Flotta statunitense, in particolare collaborando con lo Yukikaze e altri cacciatorpediniere alla distruzione del cacciatorpediniere USS Johnston. In mattinata, mentre lo scontro volgeva alla fine, ricevette ordine dal viceammiraglio Takeo Kurita di soccorrere l'incrociatore pesante Chikuma, danneggiato e con il timone fuori uso. Il Nowaki rimase molte ore con l'incrociatore e prelevò l'equipaggio in tarda serata (soltanto un sottufficiale non fu recuperato e, in seguito, fu trovato da unità statunitensi). Mandò a fondo il Chikuma con alcuni siluri e fece rotta per lo Stretto di San Bernardino, l'unica possibile via di fuga. Tuttavia era già troppo tardi per il cacciatorpediniere, poiché da nord stava tornando indietro uno scaglione della United States Third Fleet, il Task Group 34.5 di due corazzate, tre incrociatori e otto cacciatorpediniere (a sua volta distaccato da una squadra più grande). A notte fonda il Nowaki fu rilevato dai radar a nord-est dell'imbocco settentrionale dello stretto, inquadrato e bersagliato da centinaia di proietti, che lo ridussero a un relitto; fu colato a picco da un siluro del cacciatorpediniere USS Owen, 65 miglia a sud-sud-est di Legazpi: non ci furono superstiti. Le fonti riportano variamente che affondò alle 00:00 precise del 26 ottobre o alle 01:10 dello stesso giorno.
Il 10 gennaio 1945 il Nowaki fu depennato dalla lista del naviglio in servizio attivo.